# Küsəkəran
Küsəkəran è un comune dell'Azerbaigian situato nel distretto di Lerik. Conta una popolazione di 715 abitanti.